# تیگست آسفا
تیگست آسفا (انگلیسی: Tigst Assefa؛ زادهٔ ۳ دسامبر ۱۹۹۶) دونده زن دو استقامت اهل اتیوپی است.